# 楊闇公墓
楊闇公墓位於四川省潼南縣（現屬重慶市），文物遺址年代判定為1957年。1987年1月23日列為重慶市第二批市級文物保護單位初定名單。1980年7月7日列為四川省重新確定公布的第一批省級文物保護單位。1957年遷葬於此、立碑。2000年9月7日列為第一批重慶市文物保護單位。